# Nora von Beroldingen
Nora von Beroldingen, geb. Kapp von Gültstein, verh. Winkler von Kapp, (* 14. März 1889 in Konstantinopel; † 18. Oktober 1953 in Partenkirchen) war eine deutsche Journalistin.

## Leben
Sie kam als Tochter von Carl Otto Kapp von Gültstein in Konstantinopel zur Welt. Am 17. Juni 1919 heiratete sie in Potsdam Major Egon Reichsgraf von Beroldingen (1885–1933). Der Ehe, die 1922 geschieden wurde, entstammte Sohn Alexander, der bei seiner Mutter blieb.
Während der Inflation verlor Beroldingen ihr Vermögen, lebte drei Jahre lang bei Bekannten in Partenkirchen und zog im Jahr 1925 nach Berlin um. Hier kam sie in Kontakt mit Alfred Kerr, Theodor Wolf und Georg Bernhard und wurde als Journalistin aktiv. Politisch interessiert setzte sie sich für Völkerverständigung und gegen Krieg ein und gehörte von 1926 bis 1930 zur deutschen Delegation beim Völkerbund in Genf. Im Jahr 1932 heiratete sie den Historiker Martin Eduard Winkler.
Unter den Nationalsozialisten wurde sie bereits 1933 mit Berufsverbot belegt. Sie floh mit ihrem Mann 1941 aus Berlin und lebte von da an wieder in Partenkirchen. Sie arbeitete nach Ende des Zweiten Weltkriegs als Redakteurin des Hochland-Boten und gab von 1947 bis 1950 die Beilage Frauenspiegel heraus. Ihre Artikel erschienen in zahlreichen Zeitungen, darunter in der Neuen Zeit. Zunehmend setzte sich Beroldingen für die Rechte der Frau ein. Sie „gehörte zu den regionalen Gründerinnen des süddeutschen Frauenarbeitskreises, zum Deutsch-amerikanischen Frauenclub und zum Kreisverband der Europa-Union“.
Im Jahr 1949 verfasste sie ihre Memoiren, die sich als Manuskript erhalten haben. Sie verstarb 1953 in Partenkirchen und wurde auf dem dortigen Friedhof beigesetzt.

## Werke
- Gigantowitsch oder Der entfesselte Proleteus. Über 150 Witze und G’schichten aus dem 3. Reich. Erlebt, gesammelt und erzählt von Nora Winkler von Kapp. 1945. (Digitalisat)